# Олехово (Костромская область)
Олехово — упразднённая деревня в Антроповском районе Костромской области России. На момент упразднения входила в состав Антроповского сельсовета.

## География
Урочище находится в центральной части Костромской области, в подзоне южной тайги, к западу от реки Идол, на расстоянии приблизительно 14 километров (по прямой) к северо-востоку от посёлка Антропово, административного центра района. Абсолютная высота — 169 метра над уровнем моря.

### Климат
Климат характеризуется как умеренно континентальный, с продолжительной холодной многоснежной зимой и коротким сравнительно тёплым летом. Среднегодовая температура воздуха — 2,5 °C. Средняя температура воздуха самого холодного месяца (января) — −12,6 °C (абсолютный минимум — −38 °C); самого тёплого месяца (июля) — 18,2 °C (абсолютный максимум — 36 °С). Годовое количество атмосферных осадков — 500—550 мм, из которых большая часть выпадает в тёплый период.

## История
В «Списке населенных мест Костромской губернии по сведениям 1870-72 годов» населённый пункт упомянут как деревня Алехово Чухломского уезда, расположенное при ручье, в 40 верстах от уездного города. В Олехове насчитывалось 15 дворов и проживал 101 человек (48 мужчин и 53 женщины).
В 1907 году в деревне, относящейся к Каликинской волости, имелся 21 двор и проживал 121 человек.
По состоянию на 1 января 1981 года входила в состав Антроповского сельсовета. Исключена из учётных данных в июне 1997 года как фактически несуществующая.